# Otogi Manga Calendar
Otogi Manga Calendar (яп. おとぎマンガカレンダー отоги манга карэнда:, «Календарь в картинках студии Отоги») — документальный чёрно-белый аниме-сериал, транслировавшийся по японскому телевидению в 1961—1962 годах. Создан режиссёром Рюити Ёкоямой на его собственной студии Otogi. Это первый аниме-сериал в истории.
Otogi Manga Calendar повествует об исторических событиях, перемежая анимацию фотографиями и видеороликами. Аниме включало два сезона, первый из которых состоял из 312 серий и назывался «Мгновения истории» (яп. インスタントヒストリー инсутанто хисутори:). Каждая длилась 3 минуты. Второй сезон, «Календарь манги Отоги», также из 312 серий.